# Ribeirão Ipanema
Ribeirão Ipanema är ett vattendrag i Brasilien.   Det ligger i delstaten Minas Gerais, i den sydöstra delen av landet, 700 km sydost om huvudstaden Brasília.
Omgivningarna runt Ribeirão Ipanema är huvudsakligen savann. Runt Ribeirão Ipanema är det mycket tätbefolkat, med 1 266 invånare per kvadratkilometer.